# نظام اداری دوره افشاریه
نظام اداری دوره افشاریه تا حدودی برگرفته از نظام اداری سابق ایران در زمان قبل از آغاز حکومت نادر شاه بود.
ساختارهای طبقاتی قرون پیش از اسلام برای مدت‌های طولانی وجود نداشت و حتی تا روی کار آمدن صفویه نهادها و تأسیسات آنچنان که باید شکل نگرفته بود.

## عناصر و تشکیلات حاکم
در زیر خلاصه‌ای از تشکیلات حاکم آمده است:

### ملاباشی
استدعای وظیفه به جهت طالبان علم و امور شرعیه را بر عهده داشت. این سمت در تمام زمان حکومت نادر شاه، به عهدهٔ ملا علی‌اکبر خراسانی بود.

### صدارت
پس از دستور قتل ملاباشی و صدرالصدور توسط نادر شاه، وی مناصب صدارت عامه و خاصه و شیخ‌الاسلامی ایران را با هم یکی کرد. این سمت به میرزا ابوالقاسم کاشانی، که از حامیان نادر شاه بود، سپرده شد.
این منصب در زمان صفویه نیز به دلیل شفاف نبودن حدود اختیارات برای حاکمان مشکلاتی ایجاد می‌کرد به طوریکه شاه عباس اول نیز پس از مرگ صدرالصدور جانشینی برایش تعیین نکرد تا اینکه در زمان شاه صفی این منصب به دو بخش صدارت خاصه و عامه تقسیم شد.

### قاضی
وظیفه رسیدگی شرعی به دعاوی مردم را بر عهده داشت و دولت و حاکمان ملزم به اجرای احکام صادره بودند. هر شهر برای خود یک قاضی داشت.

### قاضی عسکر
همان‌طور که از نام سمت بر می‌آید، این سمت مربوط به قاضی نظامیان است. میرزا محمد حسین فرزند میرزا عبدالکریم این سمت را در زمان حکومت نادر بر عهده داشت.

### شیخ‌الاسلام
این مقام در مقام صدارت ضمیمه شد.